# Авдєєв Костянтин Сергійович
Костянти́н Сергі́йович Авдє́єв (нар. 5 серпня 1991, м. Кам'янське, Дніпропетровська область — пом. 14 червня 2014, м. Луганськ, Україна) — український військовослужбовець, десантник, старший солдат Збройних сил України.

## Життєпис
Костянтин Авдєєв народився в місті Кам'янське Дніпропетровської області. 2005 року закінчив 9 класів загальноосвітньої школи № 10 міста. Продовжив навчання у професійному ліцеї. У 2009–2010 роках проходив строкову військову службу в лавах Збройних Сил України.
Працював майстром виробництва на заводі, захоплювався автомобілями.
У зв'язку з російською збройною агресією проти України навесні 2014 року мобілізований на захист Батьківщини. В армію пішов одразу ж, як тільки з військкомату надійшла повістка.
Старший солдат, старший навідник 25-ї Дніпропетровської повітряно-десантної бригади Високомобільних десантних військ ЗС України, в/ч А1126, смт Гвардійське, Дніпропетровська область.

## Обставини загибелі
13 червня 2014 року десантники готувались до відправлення в зону проведення АТО. У ніч на 14 червня трьома військово-транспортними літаками Іл-76 МД з інтервалом у 10 хвилин вони вилетіли в Луганський аеропорт на ротацію особового складу. На борту також була військова техніка, спорядження та продовольство.
14 червня о 0:40 перший літак (бортовий номер 76683), під командуванням полковника Дмитра Мимрикова приземлився в аеропорту.
Другий Іл-76 МД (бортовий номер 76777), під керівництвом командира літака підполковника Олександра Бєлого, на борту якого перебували 9 членів екіпажу 25-ї мелітопольської бригади транспортної авіації та 40 військовослужбовців 25-ї Дніпропетровської окремої повітряно-десантної бригади, о 0:51, під час заходу на посадку (аеродром міста Луганськ), на висоті 700 метрів, був підбитий російськими терористами з переносного зенітно-ракетного комплексу «Ігла». В результаті терористичного акту літак вибухнув у повітрі й врізався у землю поблизу території аеропорту. 49 військовослужбовців, — весь екіпаж літака та особовий склад десанту, — загинули. Третій літак за наказом повернувся в Мелітополь.
|                                                  | Там все було дуже грамотно по-військовому сплановано. Там без Росії не обійшлось. Вогонь вівся з усіх сторін. Це було не на рівні ненавчених бойовиків. Обстріл літака вівся дуже грамотно. Спочатку підсвічували трасером, а потім били. Із ПЗРК неможливо було збити літак, навіть якби боєприпас потрапив у двигун, то літак все рівно не загинув би. Стріляли з «Шилки». |
| — Командир 25-ї БрТрА полковник Дмитро Мимриков. | |

Пройшло понад 40 діб перш ніж десантників поховали: українські військові збирали рештки тіл загиблих, влада домовлялася з терористами про коридор для евакуації, в Дніпрі проводились експертизи ДНК для ідентифікації.
Двоє із загиблих десантників — мешканці Кам'янського: старший солдат Авдєєв Костянтин Сергійович і солдат Лісной Сергій Володимирович.
25 липня 2014 року з двома десантниками попрощались у Кам'янському, їх поховали на військовому кладовищі Соцміста.
Вдома залишилася мама Інна Миколаївна і дві молодші сестри.

## Нагороди та відзнаки
- Орден «За мужність» III ст. (20.06.2014, посмертно) — за особисту мужність і героїзм, виявлені у захисті державного суверенітету та територіальної цілісності України, вірність військовій присязі та незламність духу[5].
- Нагрудний знак «За оборону Луганського аеропорту» (посмертно).
- Пам'ятна відзнака міського голови м. Кам'янське Нагрудний знак «Захисник України» (11.10.2016, посмертно).

## Вшанування пам'яті
- 13 червня 2015 року в Дніпрі на Алеї Героїв до роковин загибелі військових у збитому терористами літака Іл-76 встановили пам'ятні плити з іменами загиблих воїнів[6].
- 18 червня 2016 року на території військової частини А1126 в смт Гвардійське урочисто відкрили пам'ятник воїнам-десантникам 25-ї повітряно-десантної бригади, які героїчно загинули під час бойових дій в зоні проведення АТО. На гранітних плитах викарбувані 136 прізвищ, серед них і 40 десантників, які загинули у збитому літаку в Луганську[7].
- В Кам'янському професійному ліцеї встановлено меморіальну дошку на честь загиблого випускника Костянтина Авдєєва[8].